# لوريزا ترونكو
لوريزا ترونكو (بالإنجليزية: Louriza Tronco)‏ (من مواليد 21 أكتوبر 1993 في وينيبيغ، كندا) هي ممثلة ومغنية كندية.

## روابط خارجية
- لوريزا ترونكو على موقع IMDb (الإنجليزية)
- لوريزا ترونكو على موقع ميوزك برينز (الإنجليزية)
- لوريزا ترونكو على موقع قاعدة بيانات الفيلم (الإنجليزية)